# Kémes hármas
A Kémes hármas (eredeti cím: This Means War) 2012-ben bemutatott amerikai romantikus filmvígjáték, melyet Timothy Dowling és Simon Kinberg forgatókönyvéből McG rendezett, Will Smith producerként működött közre. A főbb szerepekben Reese Witherspoon, Chris Pine és Tom Hardy látható. 
Az Amerikai Egyesült Államokban 2012. február 17-én mutatta be a 20th Century Studios. Bevételi szempontból jól teljesített, de összességében rossz kritikákat kapott.

## Cselekmény
Franklin "FDR" Foster és Tuck Hansen a CIA ügynökei és legjobb barátok. A nemzetközileg körözött bűnöző, Karl Heinrich után nyomoznak, de egy sikertelen hongkongi küldetés miatt, melyben Heinrich testvére életét veszti, áthelyezik őket a belügyi szolgálathoz. Mivel ott nincs sok tennivaló, Tuck egy társkereső oldalon keresztül ismerkedik meg a vonzó és szimpatikus Laurennel. Az erről mit sem tudó FDR egy videótékában találkozik Laurennel. Amikor a barátok rájönnek, hogy mindketten ugyanannak a nőnek udvarolnak, elhatározzák, versenybe kezdenek, Lauren tudtán kívül.
Lauren többször is találkozik mindkét férfival és a versenytársak mindketten visszaélnek titkosszolgálati eszközeikkel, hogy előnyre tegyenek szert. Laurenre nagyobb nyomás nehezedik. Amikor Heinrich az Amerikai Egyesült Államokba utazik, hogy bosszút álljon bátyja haláláért, Lauren előtt be kell vallaniuk, már nagyon régóta ismerik egymást. Egy étteremből való távozáskor hirtelen megjelenik Heinrich az embereivel, majd üldözés veszi kezdetét, amelynek során Heinrichet megölik. Eközben Lauren életveszélyes helyzetbe kerül, majd választása FDR-re esik. Tuckot viszont tárt karokkal fogadja elvált felesége és fia, miután mindketten megnézik az üldözést a televízióban és ily módon rájönnek, Tuck valójában titkos ügynök, nem pedig utazásszervező.

## Szereplők
| Színész           | Szerep                              | Magyar hang    |
| ----------------- | ----------------------------------- | -------------- |
| Reese Witherspoon | Lauren Scott                        | Kökényessy Ági |
| Chris Pine        | Franklin "FDR" Foster               | Zámbori Soma   |
| Tom Hardy         | Tuck Henson                         | Király Attila  |
| Til Schweiger     | Karl Heinrich                       | Epres Attila   |
| Chelsea Handler   | Trish                               | Schell Judit   |
| John Paul Ruttan  | Joe                                 | Straub Norbert |
| Abigail Spencer   | Katie                               | Németh Borbála |
| Angela Bassett    | Collins                             | Kocsis Mariann |
| Rosemary Harris   | Foster nagymama                     | Tímár Éva      |
| George Touliatos  | Foster nagypapa                     | Móni Ottó      |
| Leonardo DiCaprio | Jack Dawson (Titanic dvd-n)         | Hevér Gábor    |
| Kate Winslet      | Rose DeWitt Bukater (Titanic dvd-n) | Major Melinda  |

## Fordítás
- Ez a szócikk részben vagy egészben  a   This Means War (film) című angol Wikipédia-szócikk fordításán alapul.  Az eredeti cikk szerkesztőit annak laptörténete sorolja fel. Ez a jelzés csupán a megfogalmazás eredetét és a szerzői jogokat jelzi, nem szolgál a cikkben szereplő információk forrásmegjelöléseként.